# Duco Telgenkamp
Duco Valentijn Telgenkamp (Haia, 17 de julho de 2002) é um jogador de hóquei sobre a grama neerlandês.

## Carreira
Telgenkamp começou a jogar hóquei aos seis anos no HGC, quando tinha 12 anos mudou para o HDM. Depois de dois anos na Promotieklasse com o HDM, mudou-se para Kampong em 2022. Marcou dois golos na sua estreia pelo Kampong.
Ele fez sua estreia internacional pela Holanda no nível sub-21. Ele foi membro da equipe vencedora da medalha de ouro no Campeonato EuroHockey Júnior de 2022 em Ghent. Em 2023, Telgenkamp foi nomeado para o elenco da Copa do Mundo Júnior da FIH em Kuala Lumpur.
Após sua estreia júnior, Telgenkamp foi convocado para fazer sua estreia internacional sênior em 2023. Ele fez sua primeira aparição pela seleção nacional sênior durante a quarta temporada da FIH Pro League. Mais tarde, ele representou a equipe novamente no Campeonato EuroHockey em Mönchengladbach. No torneio, ele ganhou uma medalha de ouro e foi nomeado Jogador Jovem do Torneio.
Nos Jogos Olímpicos de Verão de 2024, em Paris, conquistou a medalha de ouro no torneio masculino do hóquei sobre a grama, após vencer na final confronto contra a equipe alemã por pênaltis.